# 域扩张
域扩张（英語：Field extensions）是数学分支抽象代数之域论中的主要研究对象，基本想法是从一个基域开始以某种方式构造包含它的“更大”的域。域扩张可以推广为环扩张。

## 定义
设K和L是两个域。如果存在从K到L的域同态ι，则称(L,ι)是K的一个域扩张，记作L/K或K⊆L、K⊂L:9。K称为域扩张的基域，L称为K的扩域:2。如果某个域F既是K的扩域，又是L的子域，则称域扩张F/K是域扩张L/K的子扩张，称F（域扩张L/K的）中间域。
域扩张的记法L/K只是形式上的标记，不表示存在任何商环或商群等代数结构。有些文献中也会将域扩张记为L:K。
另外，因为ι是域同态，所以ι是单射。由于K是域，所以ι(K)是一个L的同构于K的子域。很多时候也直接省略ι，直接将K视为L的一个子域:9。为了记叙方便，下文中将依情况使用这种省略方式。
设有域扩张L/K，给定一个由L中不属于ι(K)的元素组成的集合S，考虑L中所有同时包含ι(K)和S的子域，其中有一个“最小的”，称为“在K中添加（集合）S生成的扩域”，记作K(S)。它是所有同时包含ι(K)和S的域的子域:4-5。如果集合S只有一个元素a，则称域扩张K(S)/K为单扩张，对应的扩域一般简记作K(a)。a称为这个域扩张的本原元。
每个域扩张中，扩域可以看作是以基域为系数域的向量空间。设有域扩张L/K，将L中元素看作向量，K中元素看作系数，可以定义L中的域加法运算作为向量的加法运算，同时可以定义K中元素作为系数与L中元素的数乘运算。可以验证，在这样定义下，L是一个K-向量空间:9:2。它的维数称为域扩张的次数或度数，一般记作[L:K]:9:2。次数为1的扩张，扩域和基域同构，称为平凡扩张。次数有限的域扩张称为有限扩张，否则称为无限扩张:9:2。

## 例子
复数域{\displaystyle \mathbb {C} }是实数域{\displaystyle \mathbb {R} }的扩域，而{\displaystyle \mathbb {R} }则是有理数域{\displaystyle \mathbb {Q} }的扩域。这样，显然{\displaystyle \mathbb {C} {\big /}\mathbb {R} }也是一个域扩张。实数到复数的域扩张次数：{\displaystyle [\mathbb {C} :\mathbb {R} ]=2}。因为{\displaystyle \mathbb {C} }可以看作是以{\displaystyle \{1,i\}}为基的实向量空间。故扩张{\displaystyle \mathbb {C} {\big /}\mathbb {R} }是有限扩张:10。{\displaystyle \mathbb {C} =\mathbb {R} (i)}，所以这个扩张是单扩张。
集合{\displaystyle \mathbb {Q} ({\sqrt {2}})=\{a+b{\sqrt {2}};\;a,b,\in \mathbb {Q} \}}是在{\displaystyle \mathbb {Q} }中添加{\displaystyle {\sqrt {2}}}生成的扩域，显然也是一个单扩张。它的次数是2，因为{\displaystyle \{1,{\sqrt {2}}\}}可作为一个基。{\displaystyle \mathbb {Q} }的有限扩张也称为代数数域，在代数数论有重要地位:2。
有理数的另一个扩张域是关于一个素数p的p进数域{\displaystyle \mathbb {Q} _{p}}。它与{\displaystyle \mathbb {R} }类似，是有理数域完备化得到的数域。但由于使用的拓扑不同，所以与{\displaystyle \mathbb {R} }有着截然不同的性质。
对任何的素数p和正整数n，都存在一个元素个数为pn的有限域，记作GF(pn)。它是有限域GF(p)（即{\displaystyle \mathbb {Z} {\big /}p\mathbb {Z} }）的扩域。
给定域K和以K中元素为系数的K-不可约多项式P，P为K上的多项式环K[X]的元素。P生成的理想是极大理想，因此K[X]/P是域，而且是K的扩域。其中不定元X是多项式P的根。
给定域K，考虑所有以K中元素为系数的有理函数，即可以表示为两个以K中元素为系数的多项式P、Q之比：P/Q的函数。它们构成一个域，记作K(X)，是多项式环K[X]的分式域。它是域K的扩域，次数为无限大:10。

## 基本性质
设有域扩张L/K，则扩域L与K有相同的加法和乘法单位元。加法群 (K, +) 是 (L,+) 的一个子群，乘法群 (K×, ·) 是 (L×, ·) 的一个子群。因此，L与K有相同的特征。
设有域扩张L/K及某个中间域F，则域扩张F/K和L/F的次数乘积等于L/K的次数:10:9：
{\displaystyle [L:K]=[L:F]\cdot [F:K].}

## 代数元与超越元
给定域扩张L/K，如果L中一个元素a是某个以K中元素为系数的（非零）多项式（以下简称为K-多项式）的根，则称a是K上的一个代数元，否则称其为超越元:10。如果L中每个元素都是K上的代数元，就称域扩张L/K为代数扩张，否则称其为超越扩张:11。例如{\displaystyle {\sqrt {2}}}和{\displaystyle i}都是{\displaystyle \mathbb {Q} }上的代数元，而e与π都是{\displaystyle \mathbb {Q} }上的超越元:11。{\displaystyle \mathbb {Q} }上的代数元和超越元分别叫做代数数与超越数。
每个有限扩张都是代数扩张，反之则不然:10-11。超越扩张必然是无限扩张。给定域扩张L/K，如果L中元素要么属于K，要么是K上的超越元，则称L是K的纯超越扩张。一个单扩张如果由添加代数元生成则是有限扩张，如果由添加超越元生成则是纯超越扩张。

### 极小多项式
给定域扩张L/K，如果L中一个元素a是K上的代数元，那么在所有使得f(a) = 0的首一K-多项式f中，存在一个次数最小的，称为a在K上的极小多项式，记为πa:11-12。设πa为n次多项式，则中间域K(a)等于所有以a为不定元的K-多项式的集合。更具体地说，等于所有以a为不定元的、次数严格小于n的K-多项式的集合：K(a) = K[a] = Kn-1[a]。这说明K(a)中任何元素b都可以写成{\displaystyle b=\lambda _{1}+\lambda _{2}a+\cdots +\lambda _{n}a^{n-1}}的形式。其中{\displaystyle (\lambda _{1},\lambda _{2},\cdots ,\lambda _{n})}是n个K中元素。由于πa是极小多项式，所以可推出：{\displaystyle \{1,a,\cdots ,a^{n-1}\}}是中间域K(a)作为K-向量空间的基。扩张K(a)/K的次数是[K(a) : K] = n.

### 可分裂域与代数闭包
分裂域是将某个多项式的根全部添加到其系数域中生成的域扩张，将多项式转化为域扩张进行研究。给定域扩张L/K，称一个K-多项式f在L中可分裂，如果f可以写成：
{\displaystyle f=\kappa (X-\alpha _{1})(X-\alpha _{2})\cdots (X-\alpha _{k}),\;\kappa \in K,\;\alpha _{1},\alpha _{2},\cdots ,\alpha _{k}\in L}
的形式，即f的每个根都是L中的元素:27-28。如果f在L中可分裂，但不在L的任何一个包含K的真子域中可分裂（也就是说L是令f在其中可分裂的“最小”的域扩张），就称L是f在K上的可分裂域:28。
给定域K，如果所有K-多项式在K都可分裂，则称K为代数闭域:30。给定代数扩张L/K，如果L是代数闭域，则称其为K的代数闭包，一般记作Kalg:31。给定K，则它所有的代数闭包都是K-同构的:35。

## 域扩张的自同构群
除了将扩域看作基域上的向量空间外，另一个研究域扩张的角度是考察域扩张的自同构群。给定域扩张L/K，L上的一个自同构σ被称为K-自同构，当且仅当σ限制在K上的部分是平凡的（即为恒等映射）:15-16：
{\displaystyle \forall x\in K,\;\sigma (x)=x.}
所有的K-自同构组成一个群，称为域扩张的自同构群，记作Aut(L/K)。这些自同构描绘了K“以外”的元素可以怎样相互变换而保持域L的域结构不变:15-16。

## 正规、可分与伽罗瓦扩张
伽罗瓦扩张是伽罗瓦理论中的基础概念。有限的伽罗瓦扩张满足伽罗瓦理论基本定理，在此扩张的伽罗瓦群的子群与其中间域之间建立了一一对应的关系，从而给出了中间域的清晰描述。
一般定义伽罗瓦扩张是正规且可分的域扩张:42。一个域扩张L/K称为正规扩张，如果对任何一个以K中元素为系数的不可约多项式P，只要它有一个根在L中，则它的所有根都在L中，也就是说可以分解为L上一次因式的乘积:36。正规扩张也叫做准伽罗瓦扩张，它与伽罗瓦扩张的差别是伽罗瓦扩张还是可分扩张。一个代数扩张L/K称为可分扩张，如果L中每个元素在K上的极小多项式是可分的，即（在 K的一个代数闭包中）没有重根:42。从以上正规扩张和可分扩张的定义中可以推出：一个域扩张L/K是伽罗瓦扩张，当且仅当它是某个以K中元素为系数的可分多项式的分裂域:42。
伽罗瓦扩张的自同构群称为其伽罗瓦群，记作Gal(L/K)。它的阶数（群中元素个数）等于伽罗瓦扩张的次数：[L:K]= | Gal(L/K) |。伽罗瓦理论基本定理说明，当伽罗瓦扩张是有限扩张的时候，给定Gal(L/K)的任一个子群H，唯一存在一个中间域K⊂LH⊂L与之对应，这个域LH恰好是L中对所有的H中的自同构固定的元素的集合:51：
{\displaystyle L^{H}=\{x;\;\forall \sigma \in H,\;\sigma (x)=x\}}
这种对应关系被称作伽罗瓦对应。给定Gal(L/K)的子群H，LH被称为H的对应域。伽罗瓦对应建立了特定条件下域扩张与群论之间转化的纽带，通过研究特定群的结构，可以给出域扩张的仔细刻画。